# 3427 Szentmártoni
3427 Szentmártoni eller 1938 AD är en asteroid i huvudbältet, som upptäcktes den 6 januari 1938 av den ungerska astronomen György Kulin i Budapest. Den har fått sitt namn efter den ungerska amatörastronomen Béla Szentmártoni.
Asteroiden har en diameter på ungefär 5 kilometer.